# Ватерланд (община)
Вижте пояснителната страница за други значения на Ватерланд.
Ватерланд (хол. Waterland произн.) е община в нидерландската провинция Северна Холандия.
Общината е разположена в района Ватерланд. Има 17 257 жители (1 юли 2006) и 115,6 km² площ (от които 53,6 km² вода).
Общината Ватерланд е част от градския район Регионален орган Амстердам.

## Населени места в общината
Град:
- Моникендам

Села и селца:
- Брук ин Ватерланд
- Илпендам
- Катвауде
- Маркен
- Оверлек
- Ойтдам
- Ватерганг
- Зеде
- Зойдервауде

Махали:
- Гротеверф
- Хавенбюрт
- Хет Схау
- Керкнюрт
- Клейн-Оверлек
- Мунисверф
- Розеверф
- Витеверф

## Разпределение на местата в общинския съвет
- Християнско-демократичен апел 5 места
- Партия на труда 3 места
- Зелена левица 3 места
- Народна партия за свобода и демокрация 2 места
- Общ интерес 2 места
- Ватерланд95 2 места